# 印度协会
印度协会是英屬印度第一個民族主义组织，成立於1876年。印度协会不主張推翻英國在印度的统治，不過該組織主張在印度實行代议民主。1886年，該組織与印度国民大会党合并。